# Tapenade
La tapenade (pron. francese: tapəˈnad) o tapenada (pron. occitano: tapeˈnadɔ) è un piatto provenzale composto da purea di olive finemente tritate, capperi, acciughe sotto sale, aglio e olio d'oliva.
Il suo nome deriva dalla parola occitana "tapenas" che significa "capperi". Si tratta di un cibo diffuso nel Midi della Francia, dove, in genere, è consumato come antipasto, spalmato sul pane. 
A volte è usato anche come farcitura di carni di volatili nelle portate principali.